# Томас де Квінсі
Томас де Квінсі (англ. Thomas de Quincey, нар. 15 серпня 1785, Манчестер, Англія — пом. 8 грудня 1859, Единбург, Шотландія) — англійський письменник, відомий, насамперед, як автор «Сповіді англійського пожирача опіуму» (англ. Confession of an English Opium-Eater).

## Біографія
Томас де Квінсі народився 15 серпня 1785 року в Манчестері в родині заможного комерсанта. В 1796 році родина де Квінсі переїхала в місто Бат. В 1800 році Томас де Квінсі закінчив школу і втік з дому. У 1803 році поступив в Оксфордський університет. Під час навчання в Оксфорді, де Квінсі почав вживати опіум, який на той час був у вільному продажі, як медичний препарат. Раннє захоплення творчістю та пізніше особисте знайомство з Вордсвортом спонукало де Квінсі 1809 року оселитися в Озерному краї, який на той час був географічним центром англійського романтизму. У 1828 році де Квінсі переїхав в Единбург, де мешкав до кінця свого життя, займаючись журналістською та літературною працею.

## Вибрані твори
- Сповідь англійського пожирача опіуму / Confessions of an English Opium-Eater (1821)
- On the Knocking at the Gate in Macbeth (1823)
- Walladmor (1825)
- On Murder Considered as one of the Fine Arts (1827)
- Klosterheim, or the Masque (1832)
- Lake Reminiscences (1834–40)
- Revolt of the Tartars (1837)
- The Logic of Political Economy (1844)
- Suspiria de Profundis (1845)
- The English Mail-Coach (1849)
- Autobiographic Sketches (1853)

## Українські переклади
Український переклад «Сповіді англійського пожирача опіуму» де Квінсі було видано видавництвом Komubook у квітні 2017 року. Перекладач — Гєник Бєляков.